# 31471 Sallyalbright
31471 Sallyalbright è un asteroide della fascia principale. Scoperto nel 1999, presenta un'orbita caratterizzata da un semiasse maggiore pari a 2,2294581 UA e da un'eccentricità di 0,0784318, inclinata di 6,05196° rispetto all'eclittica.